# Marthijn Uittenbogaard
Matheus Hendrick (Marthijn) Uittenbogaard (Leiden, 21 april 1972) is een Nederlandse activist die bekendheid verwierf als pleiter voor afschaffing van alle zedenwetten, en legalisatie van seks tussen volwassenen en kinderen. Hij was voorzitter van de politieke partij PNVD en penningmeester en later voorzitter van Vereniging MARTIJN.

## Biografie

### Levensloop
Uittenbogaard werd geboren in een boerderij aan de rand van Leiden, in een welvarend en christelijk gezin met vier kinderen. Zijn moeder is 26 jaar jonger dan zijn vader, die hij als autoritair ervoer. Hij behaalde in 1988 het mavodiploma aan het Visser 't Hooft Lyceum.
Hij studeerde hoger laboratoriumonderwijs, maar maakte het laatste jaar niet af. In 1997 ging hij in Leiden op zichzelf wonen en werkte in de spoelkeuken van een verzorgingshuis. Daar vreesde men vanwege zijn openlijk beleden seksuele voorkeuren reputatieschade voor de instelling en stelde hem in 2006 op non-actief. In februari 2011 verhuisde hij van Leiden naar Hengelo (Overijssel).
Op 23 juni 2022 werd hij samen met zijn partner opgepakt in Ecuador op verdenking van misbruik van kinderen. Op 21 juni 2023 werden Uittenbogaard en zijn partner veroordeeld tot tien jaar celstraf voor een kinderpornomisdrijf. Sommige bronnen omschrijven het misdrijf als "bezit"; andere als "maken en verkopen". De straf werd opgelegd door de rechtbank van Manabí, volgens welke er "voldoende beschuldigend bewijs" was.

### Persoonlijk
Uittenbogaard valt op minderjarigen van allerlei leeftijden, en tevens op volwassenen. Hij heeft een partner met wie hij samenwoont.

### Activisme
Uittenbogaard ziet zichzelf als een vrijheidsstrijder en pleit in het bijzonder voor afschaffing van alle zedenwetten en legalisatie van seks tussen volwassenen en kinderen.
Hij was in mei 2006 medeoprichter van de Partij voor Naastenliefde, Vrijheid en Diversiteit (PNVD). Bij deze partij ging hij de functie van voorzitter bekleden. Hij was op dat moment al diverse jaren bestuurslid bij Vereniging MARTIJN, een belangenorganisatie voor pedofielen. De reden een partij op te richten was volgens Uittenbogaard omdat MARTIJN te 'eng' gericht was, met deze partij kon er op meer vlakken geprobeerd worden veranderingen te bewerkstelligen. In 2009 publiceerde hij samen met mede-PNVD-oprichter Norbert de Jonge het maatschappijkritische boek De rede in het nauw.
Daarnaast liet hij zich op alle mogelijke manieren gelden, bijvoorbeeld via deelname aan debatten, bijdragen aan de weblog-site van de Volkskrant, video's op YouTube, bijdragen aan tv-programma's, columns, en een eigen wiki. Uittenbogaard was gasthoofdredacteur van het 6 mei 2021 nummer van Propria Cures.

### Tegenstand
In maart 2021 werd bekend dat het Openbaar Ministerie Uittenbogaard gaat vervolgen voor het voortzetten van de in 2014 door de rechter verboden Vereniging MARTIJN, na aangiften van Stichting Strijd Tegen Misbruik.
De stellingnamen van Uittenbogaard hebben vaker tot weerstand geleid. Uittenbogaard kreeg te maken met bekladdingen, demonstraties, vernielingen, mishandeling en bedreigingen aan zijn adres. Regelmatig ontving hij doodsbedreigingen, werden ruiten van zijn woning ingegooid dan wel met zwaar vuurwerk kapot gemaakt. Een keer werd hij in zijn gezicht geslagen.
In 2006 ging een debat tussen hem en Michiel Smit niet door omdat de organisator de veiligheid van deelnemers en bezoekers niet kon garanderen.
In juli 2011 vroeg hij premier Mark Rutte om beschermingsmaatregelen. Hij heeft naar eigen zeggen meermaals om camerabeveiliging gevraagd maar dat nooit gekregen. Wel kreeg hij een speciale voorziening waarmee hij met één druk op een knop de politie kon alarmeren. Hij heeft zelf een camera geïnstalleerd, en monteerde platen van polycarbonaat voor de ramen van zijn woning. In 2013 moest hij ontzet worden door de politie, nadat hij was belaagd in Deventer. Diezelfde maand maakte de Mobiele Eenheid een einde aan een betoging bij een flat in Deventer waar Uittenbogaard zich zou bevinden.
Zowel de Rabobank als de ABN AMRO bank weigerden hem een bankrekening.